# Lebia pulchella
Lebia pulchella är en skalbaggsart som beskrevs av Pierre François Marie Auguste Dejean. Lebia pulchella ingår i släktet Lebia och familjen jordlöpare. Inga underarter finns listade i Catalogue of Life.